# Thomas G. Palaima
Thomas G. Palaima nacido en Cleveland, Ohio, el 6 de octubre de 1951, es un micenólogo estadounidense. Es profesor del Raymond F. Dickson Centennial y el fundador y director del Program in Aegean Scripts and Prehistory ("Programa de escrituras y prehistoria del Egeo") en la Universidad de Texas, en Austin.
Consiguió la licenciatura en Matemáticas y estudios clásicos en el Boston College entre 1965 y 1973.
En la Universidad de Wisconsin logró la licenciatura superior en Clásicas en 1974.
Estudió en la American School of Classical Studies, en Atenas, de 1976 a 1977, y de 1979 a 1980.
Presentó su tesis doctoral "The scribes of Pylos" en la Universidad de Wisconsin en 1980, siendo su tutor Emmet L. Bennet Jr.
Recibió una beca MacArthur para estudiar las escrituras egeas entre 1985 y 1990.
Sus intereses actuales incluyen estudios sobre guerra, estudios de violencia y trabajos para ayudar a los adultos de un nivel económico bajo la posibilidad de volver a una educación superior, mediante un programa innovador que se centra en la enseñanza de las humanidades.
También ha escrito ampliamente sobre Bob Dylan y su influencia cultural.